# Seniorenpflegeheim Antonshöhe

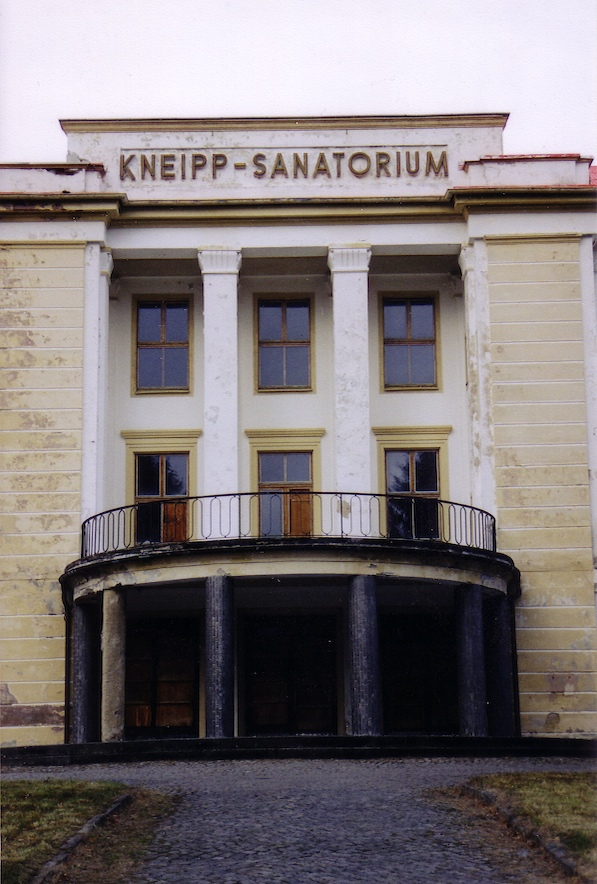
Haupteingang (Zustand 2004)

Das Seniorenpflegeheim Antonshöhe „Auf dr’ Höh“ ging aus einem Nacht- und späteren Kneipp-Sanatorium im Ortsteil Antonshöhe der Gemeinde Breitenbrunn/Erzgeb. im sächsischen Erzgebirgskreis hervor. Das ehemalige Sanatorium mit Pförtnerhaus, Sanatoriumsgarten und Einfriedung steht unter Denkmalschutz.

## Geschichte
Das Hauptgebäude wurde 1952 für Bergarbeiter der SDAG Wismut im Waldgebiet zwischen Antonshöhe und Crandorf im Erzgebirge errichtet und zunächst als Nachtsanatorium genutzt. Nach der Einstellung des aktiven Bergbaus erfolgte ab 1957 die Nutzung als FDGB-Genesungsheim und von 1963 bis 1990 als Kneipp–Sanatorium. 1997 verkaufte der Freistaat Sachsen das leerstehende Sanatorium an eine GmbH zur Einrichtung eines Hörgeschädigtenzentrums. Nach Umbauten durch die Diakonie Erzgebirgische Pflege dient der Gebäudekomplex heute als Seniorenpflegeheim „Auf dr’ Höh“.

## Architektur
Das dreigeschossige Hauptgebäude verfügt über drei Seitenflügel aus verputztem Ziegelmauerwerk. Die klar gegliederte Fassade ist mit regelmäßig angeordneten Rechteckfenstern versehen. Dem ersten Obergeschoss sind Balkone auf Stützen vorgebaut. Der Haupteingang wird durch einen von Pilastern flankierten Risalit betont. 

## Bilder

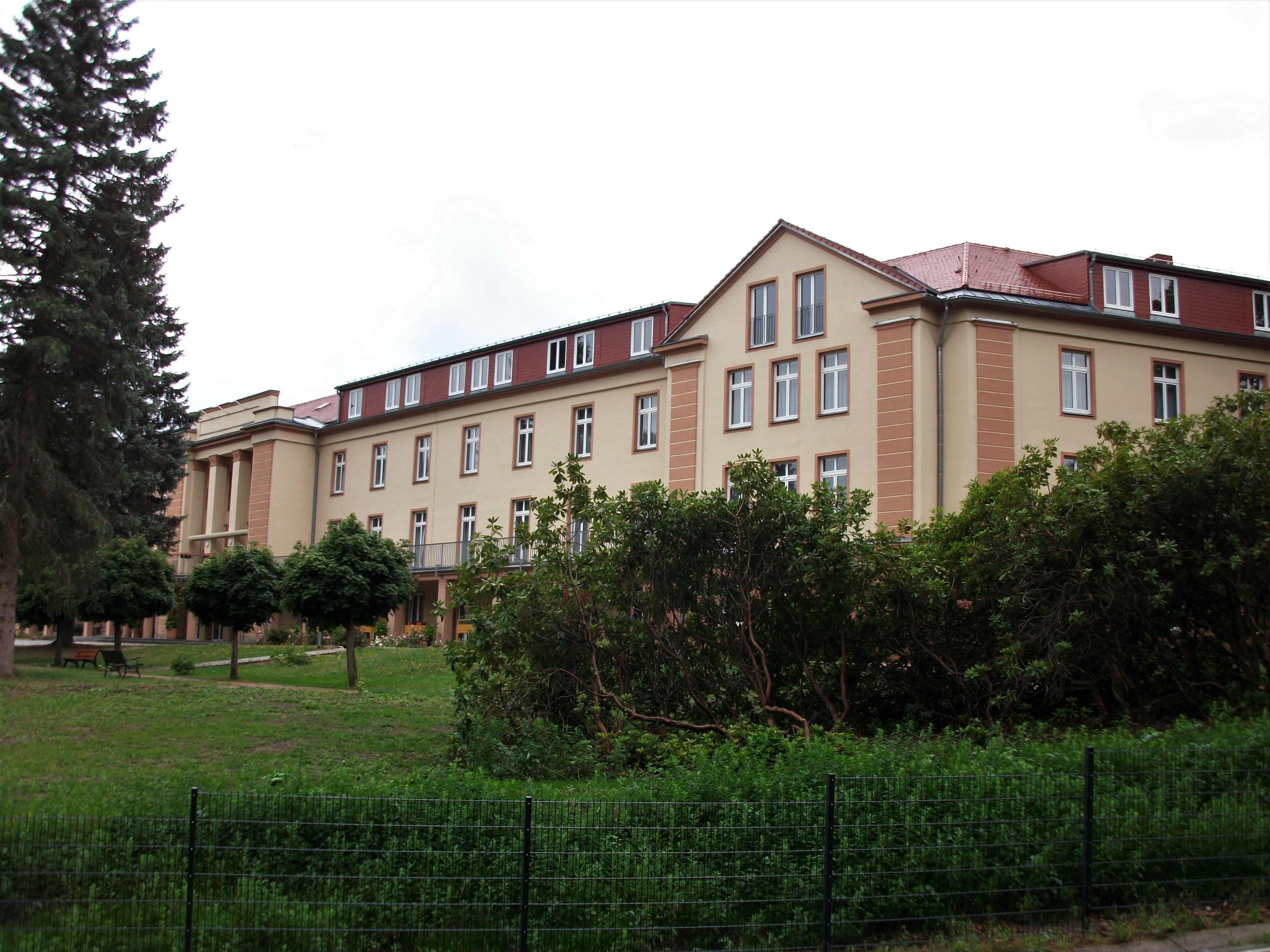
Ehemaliges Nachtsanatorium Antonshöhe
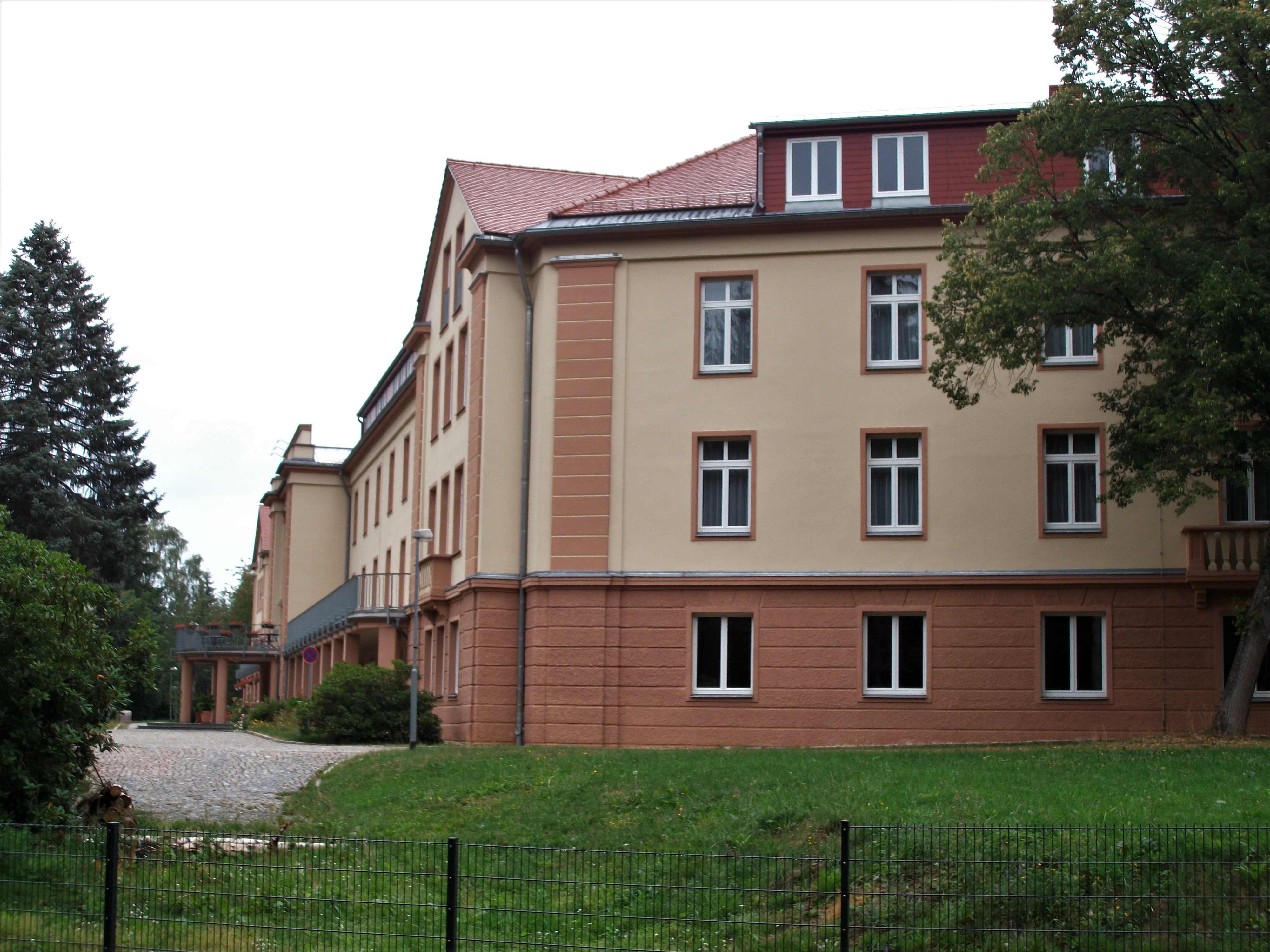
Ehemaliges Nachtsanatorium Antonshöhe
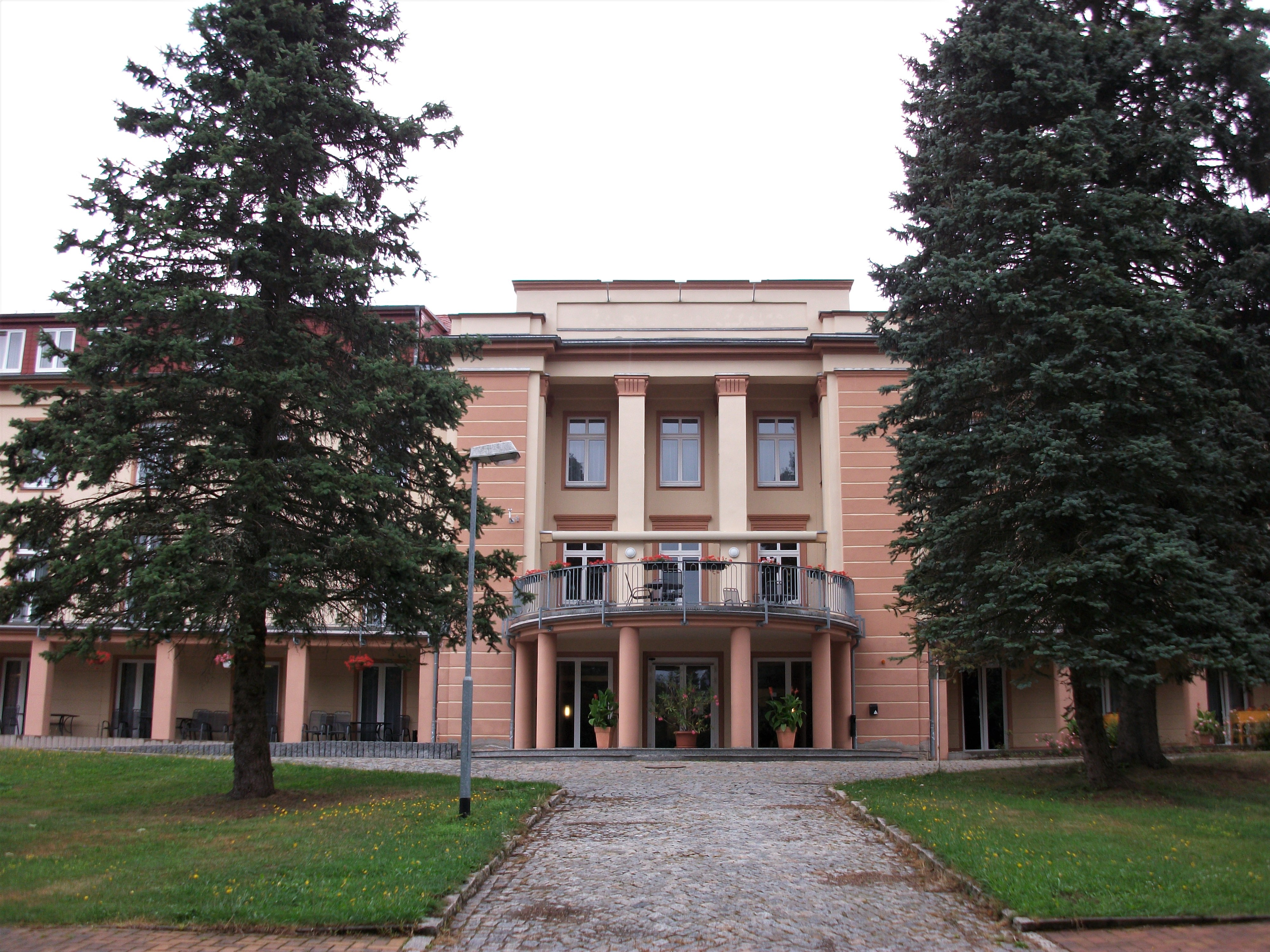
Ehemaliges Nachtsanatorium Antonshöhe, Haupteingang (Zustand: 2019)
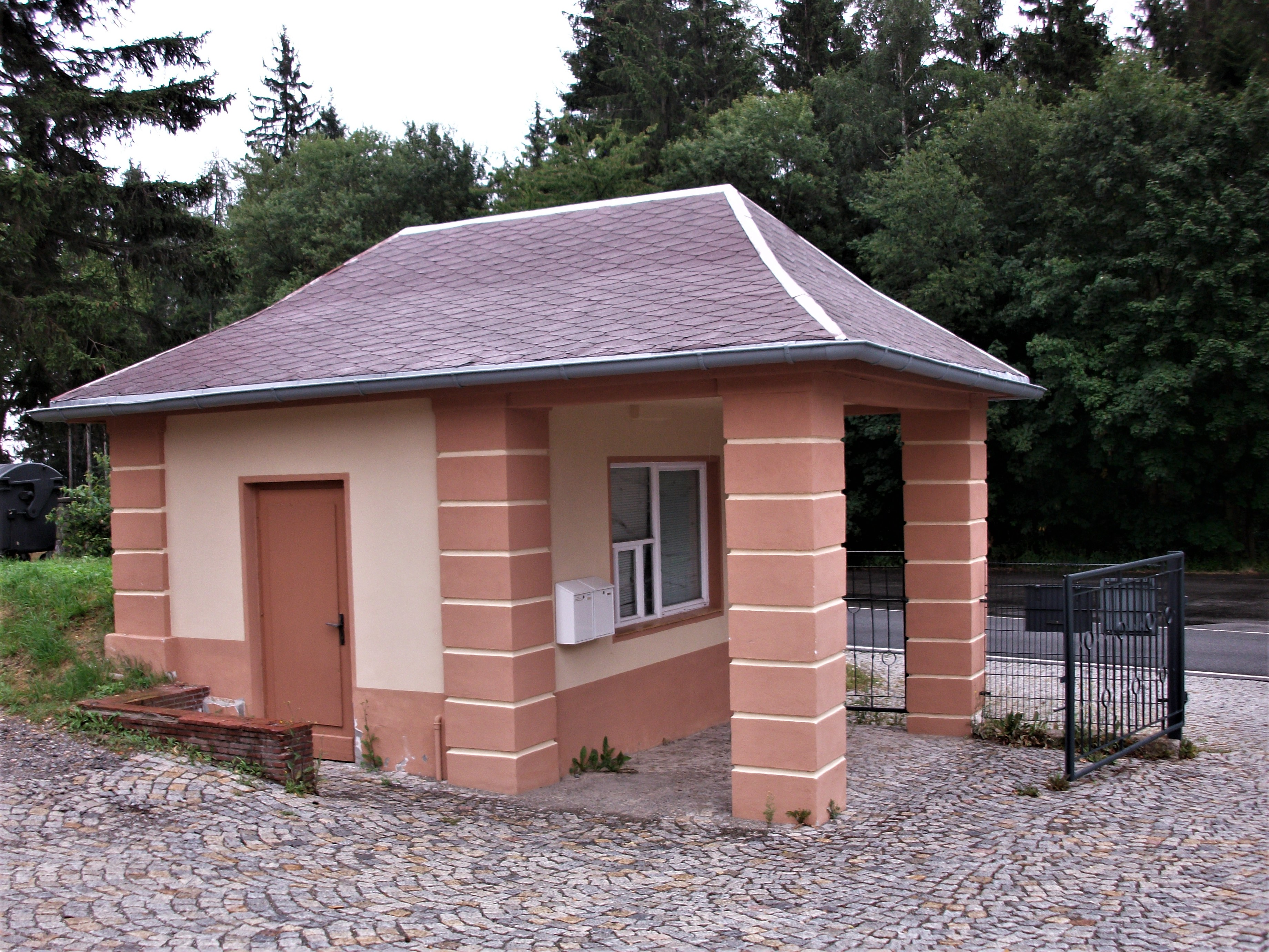
Ehemaliges Nachtsanatorium Antonshöhe, Pförtnerhaus
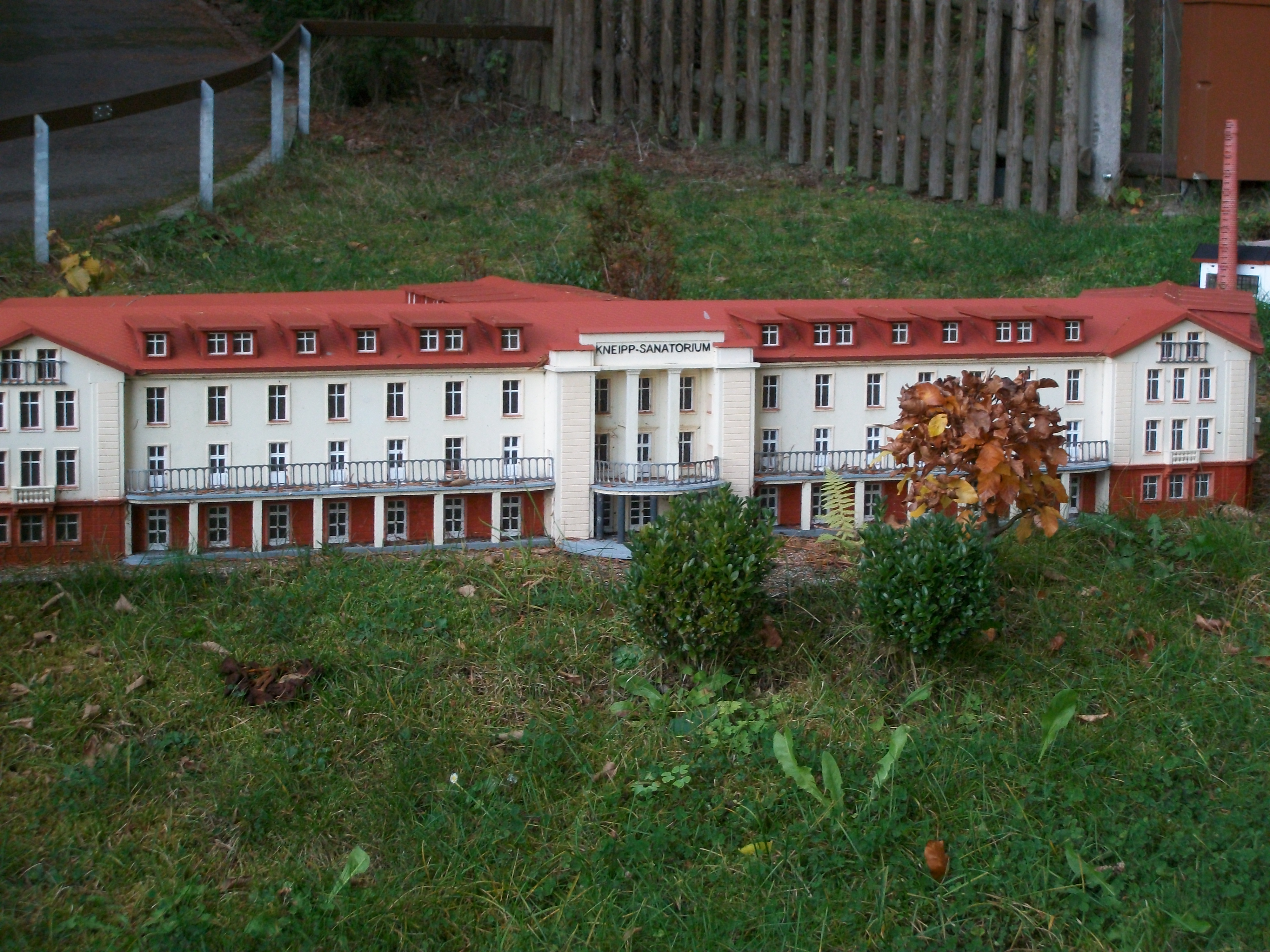
Heimatecke Waschleithe, Miniatur Nachtsanatorium Antonshöhe